# فطر نمل الزومبي
فطر نمل الزومبي (علميا :Ophiocordyceps unilateralis )هو فطر طفيلي يصيب النمل اللذي يعيش في الغابات الأستوائية بحيث يقوم بالتحكم بالنمله من خلال السيطره علي أعصابها و التحكم بحركتها ،ثم يتغذي علي أحشائها،وبعدها ينمو من داخل النمله ليتنقل من جديد لنمله أخري 

## تجارب

### قبضه الموت
نشرت دورية إكسبريمنتال بيولوجي دراسة ، جاء فيها أن السبب الحقيقي وراء قبضة الموت هذه هو استهداف الفطر لعضلات فكوك النمل الحفار نفسها، لا لأدمغته ,وقد استعان فريق البحث في دراسته بمستعمرات نمل أنشأها في المعمل، واختار من بينها مجموعات عرضها لعدوى فطر الكورديسيبس، وتابع ظهور أعراض الإصابة عليها حتى الوصول إلى النقطة التي تبحث النملة فيها عن أي شيء يصلح للقبض عليه بقوة شديدة بين الفكين , في حين عرضت مجموعات أخرى لفطر آخر (بوفاريا باسيانا) وهو يقتل النمل أيضا لكن دون قبضات موت, و توصل فريق البحث إلى استنتاجه بعد فحص الألياف المخططة لعضلات فكوك النمل المصاب بعدوى الكورديسيبس تحت المجهر الإلكتروني.
تقول كولين مانجولد باحثة البيولوجيا الجزيئية بجامعة ولاية بنسلفانيا والمشاركة بالدراسة: عند النظر إلى العضلات المصابة في وقت قبضة الموت، وجدنا خطوط الألياف في حالة تورم شديدة.